# Floreta Faber
Floreta Faber   (Shkodër, 19 de març de 1968) és una política albanesa, ambaixadora d'Albània als Estats Units d'Amèrica des del 2015.

## Educació
Es va graduar a la Facultat d'Economia de la Universitat de Tirana el 1990. Del 1993 al 1995 es va matricular en un màster de dos anys del programa de ciències de màrqueting internacional i estratègia a la Norwegian School of Management d'Oslo (Noruega), incloent-hi un període d'estudis com a estudiant d'intercanvi a la Universitat Estatal de Washington. Té també un màster en Màrqueting i Gestió Operativa per la MB University, d'Albània. Ha completat programes executius i formatius, com el Programa de lideratge de visitant internacional del departament d'Estats i la Universitat Harvard.

## Carrer
Del 1990 al 1993, Faber va treballar a Shkodër (Albània), en diferents organitzacions, incloent-hi una Cambra de Comerç local, una Agència de Negocis Regional i una empresa pública d'importació-exportació.
Del 1995 al 2000, Faber va treballar a Deloitte & Touche a Tirana (Albània) i a Praga (República Txeca). Va ajudar a obrir l'oficina Deloitte & Touche a Tirana i va treballar en diversos llocs.
Després de Deloitte & Touche, Faber va treballar com a directora executiva de la Cambra de Comerç Americana a Albània durant 14 anys. En aquest sentit, Faber va treballar amb representants del govern albanès i americà, organitzacions internacionals i de la UE, i organitzacions empresarials similars als Estats Units i Europa.
El 2015, Faber va ser nomenada ambaixadora d'Albània als Estats Units d'Amèrica pel llavors president Bujar Nishani.

## Vida personal
Floreta Faber està casada amb el doctor Edmond Faber, cirurgià vascular; tenen una filla Kesli (nascuda el 2000) i un fill Klint (nascut el 2003).